# Omikron Arietis
Omikron Arietis (ο Arietis förkortat Omikron Ari, ο Ari,) är Bayerbeteckning för en ensam stjärna  i mellersta delen av stjärnbilden Väduren. Den har en skenbar magnitud på 5,78 och är svagt synlig för blotta ögat där ljusföroreningar ej förekommer. Baserat på parallaxmätningar inom Hipparcos-uppdraget på 5,5 mas befinner den sig på ett beräknat avstånd av ungefär 590 ljusår (180 parsek) från solen. På det beräknade avståndet minskar stjärnans skenbara magnitud med en skymningsfaktor på 0,22 enheter beroende på interstellärt damm.

## Egenskaper
Omikron Arietis är en blå till vit stjärna i huvudserien av spektralklass B9 Vn, där n-suffixet anger att den har diffusa absorptionslinjer i dess spektrum, som orsakas av dopplereffekten på grund av snabb rotation med en projicerad rotationshastighet på 225 km/s. Den har en massa som är ca 3,5 gånger solens massa, en radie som är ca 3,1 gånger solens radie och avger ca 250 gånger mer energi än solen från dess fotosfär vid en effektiv temperatur på ca 10 700 K.